# 広島県道239号加計停車場線
広島県道239号加計停車場線（ひろしまけんどう239ごう かけていしゃじょうせん）は、広島県山県郡安芸太田町を通る、かつて存在した一般県道である。

## 概要
JR西日本可部線 加計駅（2003年（平成15年）12月1日廃止）と国道434号を結んでいた。
テレビ新広島の生活情報番組『ひろしま満点ママ!!』で毎週水曜日に放送されている「いまからいくけんどう」コーナーで本路線が全長100.0 mの県道として取り上げられた（2008年（平成20年）10月29日放送）。全長100.0 mの県道は広島県では他に広島県道211号須波停車場線があるだけであり、稀有な存在と言えるが、放送から約3か月後の2009年（平成21年）2月5日に廃止された。「いまからいくけんどう」コーナーは2006年（平成18年）10月から放送されており、すでに放送回数は100回、紹介した路線は100本を超えているが、紹介路線が県道でなくなるのはこの広島県道239号加計停車場線が初めてになった。

### 路線データ
- 起点：山県郡安芸太田町大字加計（JR西日本可部線 加計駅廃線跡）
- 終点：山県郡安芸太田町大字加計（国道434号交点）
- 総延長：100.0 m

## 歴史
- 1960年（昭和35年）10月10日 - 広島県告示第682号により広島県道73号加計停車場線として認定される。
- 1972年（昭和47年）11月1日 - 県道標識導入に伴う県道番号再編により現行の路線名称に変更される。
- 1987年（昭和62年）4月1日 - 国鉄の分割・民営化により可部線と可部駅はJR西日本の管轄下に入る。
- 2003年（平成15年）12月1日 - JR西日本可部線 加計駅 - 三段峡駅間が廃止されたことにより存在意義が消滅する。
- 2004年（平成16年）10月1日 - 山県郡加計町・戸河内町・筒賀村が統合して山県郡安芸太田町が発足したことにより起終点の地名表記が変更される。
- 2008年（平成20年）12月2日 - 広島県の地元紙・中国新聞で広島県道241号筒賀停車場線・広島県道303号上筒賀筒賀停車場線とともに路線再編の対象になったことが報じられる。
- 2009年（平成21年）2月5日 - 広島県告示第119号により廃止され、跡地は安芸太田町道に降格する[1]。

## 地理

### 通過していた自治体
- 山県郡安芸太田町

### 交差していた道路
| 交差していた道路 | 交差していた場所 | 交差していた場所 |
| ---------------- | ---------------- | ---------------- |
| 国道434号        | 大字加計         | 終点             |

### 沿線
- JR西日本可部線 加計駅廃線跡
- 安芸太田町立加計小学校
- 安芸太田町役場 加計支所